# Curium-243
Curium-243 of 243Cm is een instabiele radioactieve isotoop van curium, een actinide en transuraan element. De isotoop komt van nature niet op Aarde voor.
Curium-243 kan ontstaan door radioactief verval van berkelium-243 of californium-247.
{\displaystyle {\ce {{^{243}_{97}Bk}->{^{243}_{96}Cm}+{e^{+}}+{\nu }_{e}}}}
{\displaystyle {\ce {{^{247}_{98}Cf}->{^{243}_{96}Cm}+\,_{2}^{4}\alpha }}}

## Radioactief verval
Curium-243 vervalt hoofdzakelijk onder uitzending van alfastraling tot de radio-isotoop plutonium-239:
{\displaystyle {\ce {{^{243}_{96}Cm}->{^{239}_{94}Pu}+\,_{2}^{4}\alpha }}}
De halveringstijd bedraagt 29,1 jaar. 
Verwaarloosbaar kleine gedeelten vervallen tot de radio-isotoop americium-243 via elektronenvangst.
{\displaystyle {\ce {{^{243}_{96}Cm}+{e^{-}}->{^{243}_{95}Am}+{\nu }_{e}}}}
231Cm · 232Cm · 233Cm · 234Cm · 235Cm · 236Cm · 237Cm · 238Cm · 239Cm · 240Cm · 241Cm · 242Cm · 243Cm · 243mCm · 244Cm · 244mCm · 245Cm · 245mCm · 246Cm · 247Cm · 248Cm · 249Cm · 249mCm · 250Cm · 251Cm · 252Cm